# جایزه گرمی آلبوم سال
جایزه گرمی برای بهترین آلبوم سال یک جایزه است که توسط آکادمی ملی علوم و هنرهای ضبط ایالات متحده آمریکا، بخاطر «افتخار دستاوردهای هنری، مهارت‌های فنی و به‌طور کلی، برتری در صنعت ضبط بدون توجه به فروش آلبوم یا موقعیت و رتبه آن» به آلبومی تعلق می‌گیرد. آلبوم سال که معمولاً به عنوان "جایزه بزرگ" شناخته می‌شود، معتبرترین جایزه در جوایز گرمی، از آغاز آن در سال ۱۹۵۹ تا به امروز بوده است. این جایزه یکی از چهار دسته رشته عمومی در کنار بهترین هنرمند جدید، ضبط سال و ترانه سال می‌باشد و از اولین جوایز سالانه گرمی ست که هر ساله از سال ۱۹۵۹ ارائه می‌شود.

## دستاوردها
تیلور سوئیفت خواننده و ترانه‌سرای آمریکایی پرافتخارترین فرد در این رشته است و در مجموع چهار بار برنده این جایزه شده است. فرانک سیناترا اولین نامزدی بود که این جایزه را در سال‌های متوالی برنده شد، در حالی که استیوی واندر به دلیل سه بار برنده شدن در چهار سال متوالی شناخته شده است. سوئیفت تنها زنی است که بیش از دو بار برنده این جایزه شده است. پل سایمون تنها هنرمند دیگری است که سه بار برنده این جایزه شده است.
جوان‌ترین شخصی که در این دسته برنده شده است، تیلور سوئیفت با آلبوم بی‌باک است که در سال ۲۰۱۰ و در سن ۲۰ سالگی، این جایزه را از آن خود کرد.

## برندگان و نامزدان

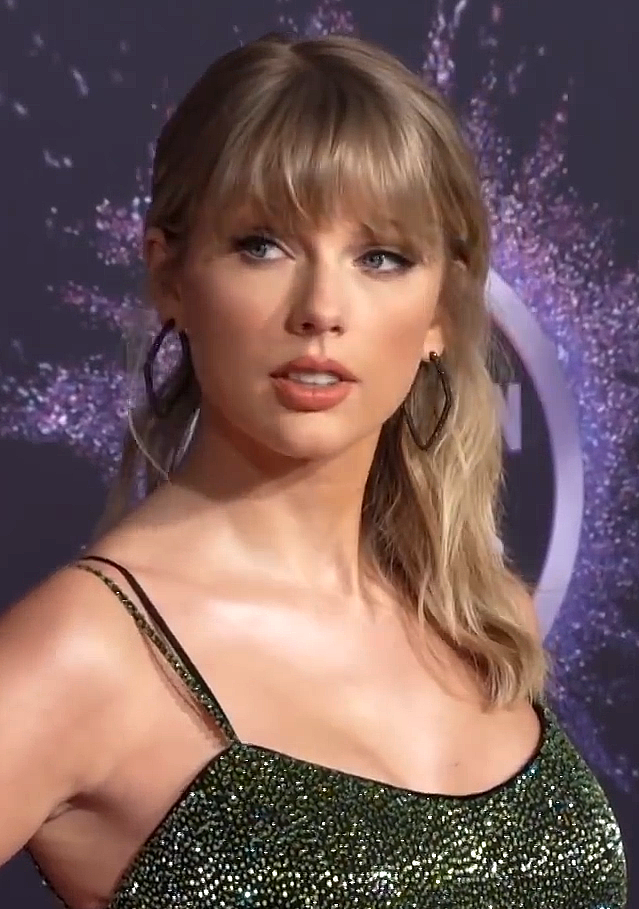
تیلور سوئیفت پرافتخارترین هنرمند در این رشته است که چهار بار برنده این جایزه شده است. اولین زنی است که دو بار برنده این جایزه شده است و تنها زنی است که سه بار به عنوان هنرمند اصلی برنده شده است. او در سال‌های ۲۰۱۰، ۲۰۱۶، ۲۰۲۱ و ۲۰۲۴ برنده این جایزه شد. او همچنین با شش نامزدی، بیشترین نامزدی را در بین زنان داراست.

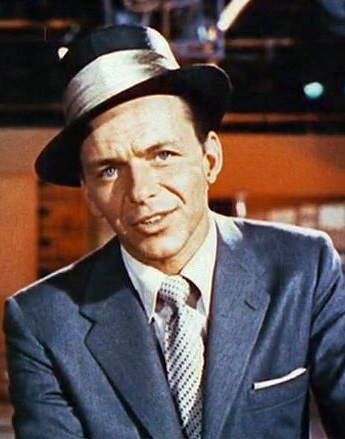
فرانک سیناترا نخستین هنرمندی است که سه بار موفق به دریافت این جایزه شد. (سال‌های ۱۹۶۰، ۱۹۶۶، ۱۹۶۷)

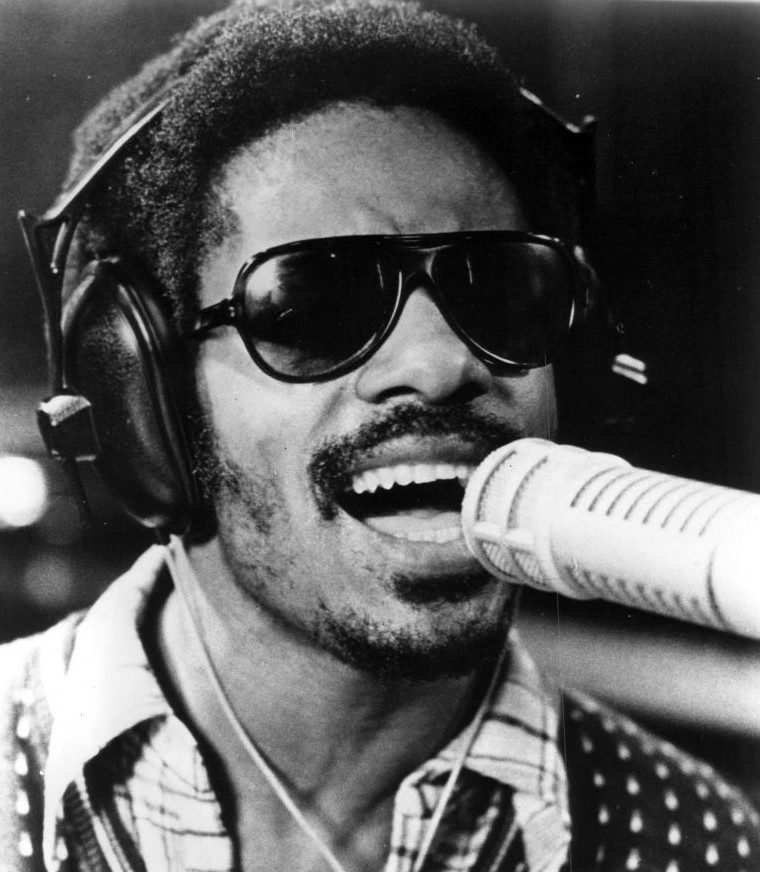
استیوی واندر، برنده سه‌بارهٔ این جایزه. (سال‌های ۱۹۷۴، ۱۹۷۵، ۱۹۷۷)

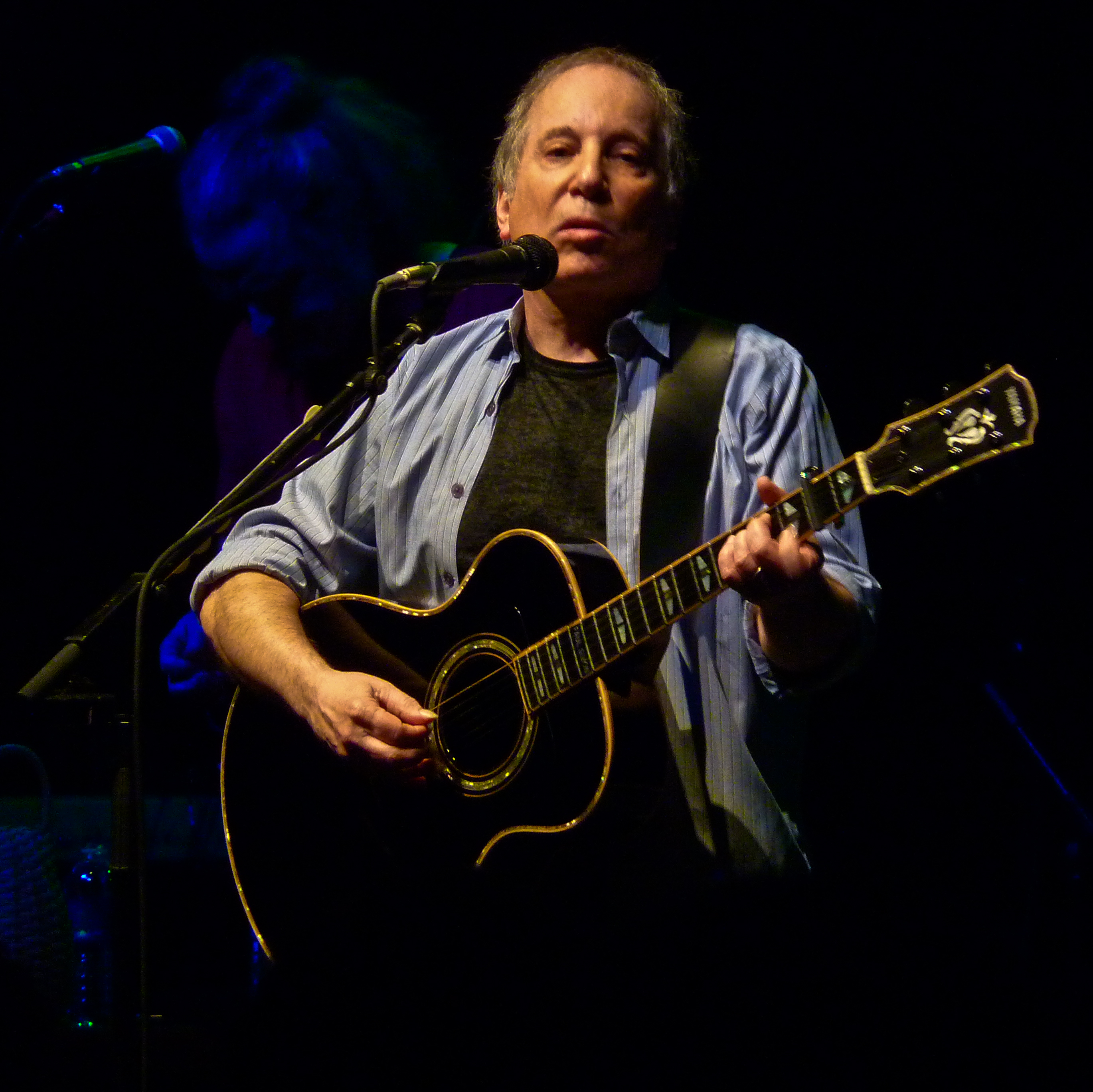
پل سایمون. او سه بار برندهٔ این جایزه شد و که دو بار آن به عنوان هنرمند اصلی بود. (سال‌های ۱۹۷۶ و ۱۹۸۷)

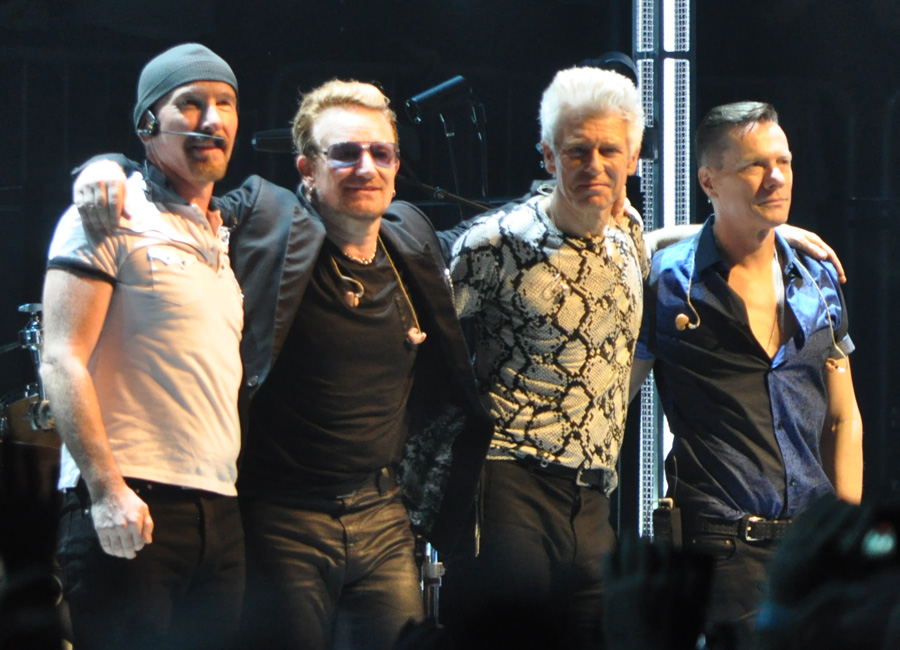
یو تو تنها گروهی است که دو بار موفق به دریافت این جایزه شده است. (سال‌های ۱۹۸۸ و ۲۰۰۶)

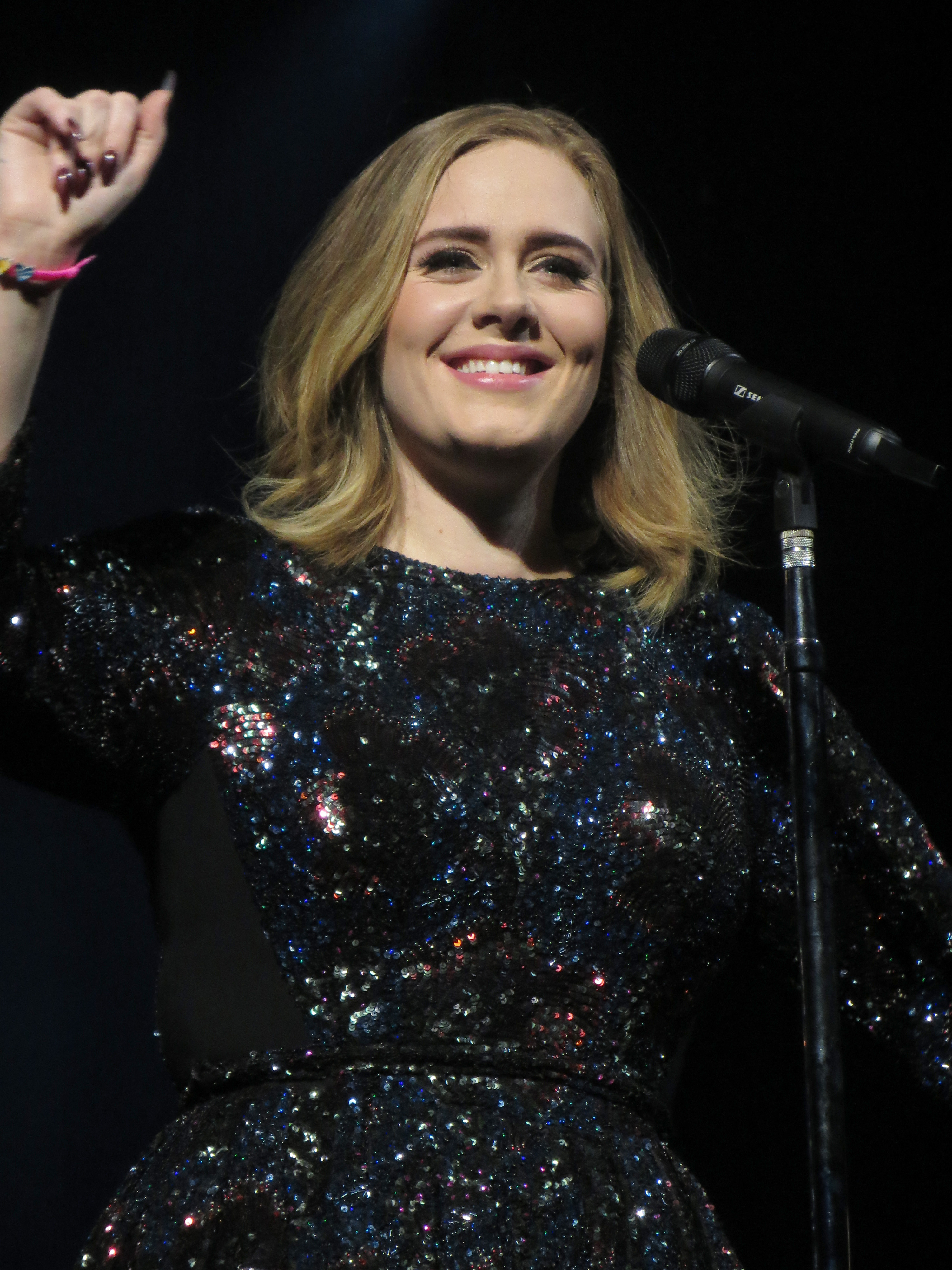
ادل دو بار برنده این جایزه در سال‌های ۲۰۱۲ و ۲۰۱۷ شده است.

| سال [I] | برنده(ها) | اثر                                                  | نامزدان                                                                                 | منبع.  |
| ------- | --- | ---------------------------------------------------- | --------------------------------------------------------------------------------------- | ------ |
| ۱۹۵۹    | هنری مانچینی | The Music from Peter Gunn                            | - کنسرتو پیانو شماره ۱ (چایکوفسکی) اثر ون کلایبرن                                       | [ ۱ ]  |
| ۱۹۵۹    | فرانک سیناترا | بیا با من برقص!                                      | - Victory at Sea, Vol. 1 اثر رابرت راسل بنت                                             | [ ۲ ]  |
| ۱۹۶۱    | باب نیوهارت | The Button-Down Mind of Bob Newhart                  | - Wild Is Love اثر نت کینگ کول                                                          | [ ۳ ]  |
| ۱۹۶۲    | جودی گارلند | Judy at Carnegie Hall                                | - West Side Story Soundtrack اثر هنرمندان متعدد                                         | [ ۴ ]  |
| ۱۹۶۳    | Vaughn Meader | The First Family                                     | - My Son, the Folk Singer اثر آلن شرمن                                                  | [ ۵ ]  |
| ۱۹۶۴    | باربارا استرایسند | آلبوم باربارا استرایسند                              | - The Singing Nun اثر The Singing Nun                                                   | [ ۶ ]  |
| ۱۹۶۵    | Stan Getz & ژوآئو ژیلبرتو (with Astrud Gilberto & آنتونیو کارلوس ژوبیم) | Getz/Gilberto                                        | - The Pink Panther اثر هنری مانچینی                                                     | [ ۷ ]  |
| ۱۹۶۶    | فرانک سیناترا آهنگ‌ساز: سونی برک | September of My Years                                | - The Sound of Music Soundtrack performed by Various Artists                            |        |
| ۱۹۶۷    | فرانک سیناترا آهنگ‌ساز: سونی برک | A Man and His Music                                  | - What Now My Love اثر هرب آلپرت and the Tijuana Brass                                  |        |
| ۱۹۶۸    | بیتلز آهنگساز: جورج مارتین | گروه کلوپ بی‌کسان گروهبان فلفل                        | - Ode to Billie Joe اثر Bobbie Gentry                                                   | [ ۸ ]  |
| ۱۹۶۹    | گلن کمبل آهنگساز: آل د لوری | By the Time I Get to Phoenix                         | - A Tramp Shining اثر ریچارد هریس                                                       | [ ۹ ]  |
| ۱۹۷۰    | بلاد، سوئت اند تیرز produced by James William Guercio | Blood, Sweat & Tears                                 | - At San Quentin اثر جانی کش                                                            | [ ۱۰ ] |
| ۱۹۷۱    | سایمون و گارفانکل آهنگساز: آرت گارفانکل، پل سایمون & Roy Halee | Bridge over Troubled Water                           | - Sweet Baby James اثر جیمز تیلر                                                        | [ ۱۱ ] |
| ۱۹۷۲    | کارول کینگ آهنگساز: لو آدلر | Tapestry                                             | - Shaft اثر آیزاک هیز                                                                   | [ ۱۲ ] |
| ۱۹۷۳    | George Harrison & Friends (راوی شانکار، باب دیلن، لیون راسل، رینگو استار، بیلی پرستون، اریک کلپتون & Klaus Voormann) produced by جرج هریسون & فیل اسپکتور | The Concert for Bangladesh                           | - Nilsson Schmilsson اثر Nilsson                                                        | [ ۱۳ ] |
| ۱۹۷۴    | استیوی واندر آهنگساز: استیوی واندر] | Innervisions                                         | - There Goes Rhymin' Simon اثر پل سایمون                                                | [ ۱۴ ] |
| ۱۹۷۵    | استیوی واندر آهنگساز: استیوی واندر] | Fulfillingness' First Finale                         | - Court and Spark performed by جونی میچل                                                |        |
| ۱۹۷۶    | پل سایمون آهنگسازان: پل سایمون و فیل رامون | Still Crazy After All These Years                    | - One of These Nights performed by The Eagles                                           | [ ۱۵ ] |
| ۱۹۷۷    | استیوی واندر آهنگساز: استیوی واندر] | Songs in the Key of Life                             | - Silk Degrees performed by باز اسکگز                                                   | [ ۱۶ ] |
| ۱۹۷۸    | فلیتوود مک produced by فلیتوود مک، کن کایلات & Richard Dashut | Rumours                                              | - Star Wars Soundtrack performed by John Williams conducting the ارکستر سمفونیک لندن    | [ ۱۷ ] |
| ۱۹۷۹    | بی جیز/(هنرمندان مختلف) [A] | Saturday Night Fever: The Original Movie Sound Track | - Some Girls performed by رولینگ استونز                                                 | [ ۱۸ ] |
| ۱۹۸۰    | بیلی جوئل آهنگساز:فیل رامون | 52nd Street                                          | - Breakfast in America performed by سوپرترمپ                                            | [ ۱۹ ] |
| ۱۹۸۱    | کریستوفر کراس آهنگساز: میاکل اومارتیان | Christopher Cross                                    | - Guilty performed by باربارا استرایسند                                                 | [ ۲۰ ] |
| ۱۹۸۲    | جان لنون و یوکو اونو آهنگسازان: جک داگلاس (آهنگساز), جان لنون و یوکو اونو | فانتزی دو برابر                                      | - Gaucho performed by استیلی دن                                                         | [ ۲۱ ] |
| ۱۹۸۳    | توتو آهنگساز: توتو | Toto IV                                              | - Tug of War performed by پل مک‌کارتنی                                                   | [ ۲۲ ] |
| ۱۹۸۴    | مایکل جکسون آهنگساز: مایکل جکسون و کوئینسی جونز | Thriller                                             | - Flashdance Soundtrack performed by Various Artists                                    | [ ۲۳ ] |
| ۱۹۸۵    | لیونل ریچی آهنگساز: جیمز آنتونی کارمیچل و لیونل ریچی | Can't Slow Down                                      | - Private Dancer performed by تینا ترنر                                                 | [ ۲۴ ] |
| ۱۹۸۶    | فیل کالینز آهنگساز: Hugh Padgham و فیل کالینز | No Jacket Required                                   | - We Are the World performed by ما دنیاییم                                              | [ ۲۵ ] |
| ۱۹۸۷    | پل سایمون آهنگساز: روی هالی و پل سایمون | Graceland                                            | - Back in the High Life performed by Steve Winwood                                      | [ ۲۶ ] |
| ۱۹۸۸    | یو تو produced by برایان اینو & دانیل لانویس | درخت جاشوا                                           | - Sign o' the Times performed by Prince                                                 | [ ۲۷ ] |
| ۱۹۸۹    | جورج مایکل } آهنگساز: جورج مایکل | Faith                                                | - Roll with It performed by Steve Winwood                                               | [ ۲۸ ] |
| ۱۹۹۰    | بانی رایت آهنگساز: دون واس | Nick of Time                                         | - Traveling Wilburys Vol. 1 performed by ترولینگ ویلبریز                                | [ ۲۹ ] |
| ۱۹۹۱    | کوئینسی جونز و هنرمندان مختلف آهنگساز: کوئینسی جونز | Back on the Block                                    | - Wilson Phillips performed by Wilson Phillips                                          | [ ۳۰ ] |
| ۱۹۹۲    | ناتالی کول آهنگسازان: آندره فیشر، دیوید فاستر و تامی لیپوما | Unforgettable... with Love                           | - The Rhythm of the Saints performed by پل سایمون                                       | [ ۳۱ ] |
| ۱۹۹۳    | اریک کلاپتون آهنگساز: راس تیتلمن | Unplugged                                            | - Beauty and the Beast: Original Motion Picture Soundtrack performed by Various Artists | [ ۳۲ ] |
| ۱۹۹۴    | ویتنی هیوستون [B] produced by Babyface, BeBe Winans, David Cole, دیوید فاستر، L.A. Reid, نرادا مایکل والدن & Robert Clivillés | بادیگارد (موسیقی متن)                                | - Ten Summoner's Tales performed by Sting                                               | [ ۳۳ ] |
| ۱۹۹۵    | تونی بنت آهنگساز: دیوید کان | MTV Unplugged                                        | - Seal performed by Seal                                                                | [ ۳۴ ] |
| ۱۹۹۶    | آلانیس موریست آهنگساز: گلن بالارد | قرص کوچک دندانه‌دار                                   | - Vitalogy performed by پرل جم                                                          | [ ۳۵ ] |
| ۱۹۹۷    | سلین دیون produced by Rick Hahn, Aldo Nova, Billy Steinberg, Dan Hill, دیوید فاستر، Humberto Gatica, ژان-ژاک گلدمن، Jeff Bova, جیم استاینمن، John Jones, Ric Wake, Rick Nowels, Roy Bittan & Steven Rinkoff | افتادن در دام تو                                     | - Waiting to Exhale: Original Soundtrack Album performed by Various Artists             | [ ۳۶ ] |
| ۱۹۹۸    | باب دیلان آهنگساز: دانیل لانویس | Time out of Mind                                     | - اوکی کامپیوتر performed by ریدیوهد                                                    | [ ۳۷ ] |
| ۱۹۹۹    | لارین هیل · engineered/mixed by Chris Theis, Commissioner Gordon, Johnny Wydrycz, Ken Johnston, Matt Howe, Storm Jefferson, Tony Prendatt & Warren Riker · produced by لارین هیل | The Miseducation of Lauryn Hill                      | - Come on Over performed by شنایا توین                                                  | [ ۳۸ ] |
| ۲۰۰۰    | سانتانا · engineered/mixed by Alvaro Villagra, Andy Grassi, Anton Pukshansky, Benny Faccone, Chris Theis, Commissioner Gordon, David Frazer, David Thoener, Glenn Kolotkin, Jeff Poe, Jim Gaines, Jim Scott, John Gamble, John Karpowich, John Seymour, Matty Spindel, Mike Couzzi, Steve Farrone, Steve Fontano, T-Ray, Tony Prendatt, Warren Riker & Tom Lord-Alge · produced by Alex Gonzales, Art Hodge, Dante Ross, Stephen M. Harris, Charles Goodan, کلایو دیویس، Dust Brothers, Fher Olvera, Jerry 'Wonder' Duplessis, K. C. Porter, لارین هیل، Matt Serletic & وایکلف ژان | Supernatural                                         | - FanMail performed by TLC                                                              | [ ۳۹ ] |
| ۲۰۰۱    | استیلی دن · engineered/mixed by Dave Russell, Phil Burnett, Elliot Scheiner & Roger Nichols · produced by دانلد فگن & والتر بکر | Two Against Nature                                   | - You're the One اثر پل سایمون                                                          | [ ۴۰ ] |
| ۲۰۰۲    | هنرمندان مختلف [C] | O Brother, Where Art Thou? soundtrack                | - تمام چیزهایی که نمی‌توانی پشت سر بگذاری اثر یوتو                                       | [ ۴۱ ] |
| ۲۰۰۳    | نورا جونز · engineered/mixed by Jay Newland & S. Husky Höskulds · master engineered by تد ینسن · produced by Jay Newland, اریف ماردین، Craig Street & نورا جونز | Come Away with Me                                    | - The Rising اثر بروس اسپرینگستین                                                       | [ ۴۲ ] |
| ۲۰۰۴    | اوت کست · engineered/mixed by Chris Carmouche, Brian Paturalski, Darrell Thorp, Dexter Simmons, John Frye, Kevin Davis, Matt Still, Moka Nagatani, Neal H. Pogue, Padraic Kernin, Pete Novak, Reggie Dozier, Robert Hannon, Terrence Cash & Vincent Alexander · master engineered by Bernie Grundman & Brian Gardner · produced by آندره ۳۰۰۰, Big Boi & Carl Mo | Speakerboxxx/The Love Below                          | - Elephant اثر وایت استرایپس                                                            | [ ۴۳ ] |
| ۲۰۰۵    | ری چارلز · engineered/mixed by Al Schmitt, Ed Thacker, Joel W. Moss, John Harris, Mark Fleming, Pete Karam, Robert Fernandez, Seth Presant & Terry Howard · master engineered by Doug Sax & Robert Hadley · produced by Don Mizell, Herbert Waltl, John R. Burk, Terry Howard & فیل رامون | Genius Loves Company                                 | - The College Dropout اثر کانیه وست                                                     | [ ۴۴ ] |
| ۲۰۰۶    | یو تو · engineered/mixed by Carl Glanville, Greg Collins, Simon Gogerly, Flood, Jacknife Lee, Nellee Hooper & Steve Lillywhite · master engineered by Arnie Acosta · produced by برایان اینو، Chris Thomas, Daniel Lanois, Flood, Jacknife Lee & Steve Lillywhite | چگونه یک بمب اتمی را خنثی کنیم                       | - ثبت‌نام دیروقت اثر کانیه وست                                                           | [ ۴۵ ] |
| ۲۰۰۷    | دیکسی چیکس · engineered/mixed by Chris Testa, Jim Scott & Richard Dodd · master engineered by Richard Dodd · produced by ریک روبین | پیمودن راه دراز                                      | - سکس آینده/صداهای عشق اثر جاستین تیمبرلیک                                              | [ ۴۶ ] |
| ۲۰۰۸    | هربی هنکاک · featuring نورا جونز، جونی میچل، لئونارد کوهن، Luciana Souza, کورین بیلی ری & تینا ترنر · produced by هربی هنکاک & Larry Klein · engineered/mixed by Helik Hadar · master engineered by Bernie Grundman | River: The Joni Letters                              | - بازگشت به سیاهی (آلبوم امی واینهاوس) اثر ایمی واینهاوس                                | [ ۴۷ ] |
| ۲۰۰۹    | رابرت پلنت & آلیسون کراس · produced by تی بون برنت · engineered/mixed by Mike Piersante · master engineered by Gavin Lurssen | Raising Sand                                         | - Tha Carter III اثر لیل وین                                                            | [ ۴۸ ] |
| ۲۰۱۰    | تیلور سوییفت · featuring کلبی کایلات، · produced by Nathan Chapman, Taylor Swift, Chad Carlson & Justin Neibank, engineered/mixed by Hank Williams | بی‌باک                                                | - Big Whiskey and the GrooGrux King اثر the Dave Matthews Band                          | [ ۴۹ ] |
| ۲۰۱۱    | آرکید فایر · Arcade Fire & Markus Dravs, producers · Arcade Fire, Markus Dravs, Mark Lawson & Craig Silvey, engineers/mixers · George Marino, mastering engineer | حومه شهرها                                           | - رؤیای نوجوانی اثر کیتی پری                                                            | [ ۵۰ ] |
| ۲۰۱۲    | ادل · Adele, Dan Wilson, Jim Abbiss, پل اپورث، ریک روبین، Fraser T Smith & رایان تدر، producers · Jim Abbiss, Philip Allen, Beatriz Artola, Ian Dowling, Steve Price, Fraser T. Smith, Ryan Tedder, Tom Elmhirst, Greg Fidelman, Dan Parry, Mark Rankin & Andrew Scheps, engineers/mixers · Tom Coyne, mastering engineer | ۲۱                                                   | - بلند اثر ریحانا                                                                       | [ ۵۱ ] |
| ۲۰۱۳    | مامفرد و پسران · Markus Dravs, producer · Robin Baynton & Ruadhri Cushnan engineers/mixers; · باب لودویگ، mastering engineer | بابل                                                 | - Blunderbuss اثر جک وایت                                                               | [ ۵۲ ] |
| ۲۰۱۴    | دفت پانک · جولین کازابلانکاس، DJ Falcon, Todd Edwards, Chilly Gonzales, جورجو مورودر، Panda Bear, Nile Rodgers, Paul Williams & فارل ویلیامز، featured artists · Thomas Bangalter, Julian Casablancas, Guy-Manuel De Homem-Christo, DJ Falcon & Todd Edwards, producers · Peter Franco, Mick Guzauski, Florian Lagatta, Guillaume Le Braz & Daniel Lerner, engineers/mixers · Antoine "Chab" Chabert & باب لودویگ، mastering engineers | حافظه‌های تصادفی                                      | - سرخ اثر تیلور سوئیفت                                                                  |        |
| ۲۰۱۵    | بک · بک هانسن، producer · Tom Elmhirst, David Greenbaum, Florian Lagatta, Cole Marsden Greif-Neill, Robbie Nelson, Darrell Thorp, Cassidy Turbin & Joe Visciano, engineers/mixers · باب لودویگ، mastering engineer | Morning Phase                                        | - ساعت تنهایی اثر سم اسمیت                                                              | [ ۵۳ ] |
| ۲۰۱۶    | تیلور سوییفت · مکس مارتین، Taylor Swift, Jack Antonoff, Nathan Chapman, ایموجین هیپ، گرگ کرستین، Mattman & Robin, Ali Payami, Shellback, رایان تدر & Noel Zancanella, producers · Serban Ghenea, John Hanes, Peter Carlsson, Smith Carlson, Brendan Morawski. engineers/mixers · Tom Coyne, mastering engineer | ۱۹۸۹                                                 | - زیبایی پشت دیوانگی اثر ویکند                                                          | [ ۵۴ ] |
| ۲۰۱۷    | ادل | ۲۵                                                   | - هدف اجرا از جاستین بیبر                                                               | [ ۵۵ ] |
| ۲۰۱۸    | برونو مارس | جادوی ۲۴ قیراطی                                      |                                                                                         |        |
| ۲۰۱۹    | کیسی ماسگریوز | ساعت طلایی                                           |                                                                                         |        |
| ۲۰۲۰    | بیلی آیلیش | وقتی همه می‌خوابیم، کجا می‌ریم؟                        |                                                                                         |        |
| ۲۰۲۱    | تیلور سوئیفت | فولکلور                                              |                                                                                         |        |
| ۲۰۲۲    | جان باتیست | ما هستیم                                             |                                                                                         |        |
| ۲۰۲۳    | هری استایلز | خانه هری                                             |                                                                                         |        |
| ۲۰۲۴    | تیلور سوئیفت | نیمه‌شب‌ها                                             |                                                                                         |        |
| ۲۰۲۵    | بیانسه | کابوی کارتر                                          |                                                                                         |        |